# Напоєні дні
Напоєні дні - повість українського письменника Михайла Івченка, написана у 1924 році. 

## Сюжет
Дія повісті відбувається по поверненню Григорія Сковороди з навчання за кордоном. 
Григорій із задоволенням йде берегом Дніпра у Києві, слухає дзвін колоколів у Лаврі та дивиться на пам'ятник Володимиру. «Рідна, свята земля!» - лунають його думки. А люди з подивом розглядають юнака у незвичній одежі...
Дорогою додому, в Чорнухи, що на Полтавщині, Сковорода згадує навчання у Німеччині, долину Рейна з її великими лісами та старими замками... Згадує бесіду із Жаном-Жаком Руссо, з яким розійшовся у поглядах… А вдома він дізнається про смерть рідних. 
За порадою старого приятеля, Григорій стає вчителем у Переяславській семінарії, проте згодом залишає її через неприйняття керівниками його методів навчання.
Нетривалий час він навчає дворянського сина, читає лекції у Харківському колегіумі, але знов рушає в путь у пошуках сенсу життя та гармонії. 
В одному з хуторів на своєму шляху Григорій зустрічає Марійку, доньку господаря, яка закохується в нього. Йде підготовка до весілля, але в памя’ті Григорія встають слова: «Коли хочеш служити мені, залиши дружину й оселю свою і йди слідом за мною!».
І він йде; зустрічаючи на своєму шляху людей, веде розмови про дух життя, яке, мов комета, не знає свого сталого шляху. І комета розпадеться на шматочки задля народження нового сонця, яке буде сяяти світу.

## Критика
За статтею, надрукованій 12 серпня 1942 року у газеті «Львівські вісті»,«варто згадати...оповідання «Напоєні дні», в якому автор старається збагнути й простежити душу людини дивної у своєму особистому житті, ориґінальної думками й поглядами, українського культурного діяча XVIII. ст. Григорія Савича Сковороди. Івченко схопив психіку Сковороди удатно, здається, вклав у неї дещо із свого особистого «я».